# Традукция
Традукция (лат. traductio — перемещение) — вид опосредованного умозаключения, в котором посылки и вывод являются суждениями одинаковой степени общности. Традуктивным умозаключением является аналогия. По характеру посылок и вывода традукция может быть трех типов:
1. заключение от единичного к единичному,
2. заключение от частного к частному,
3. заключение от общего к общему.